# Lolicon

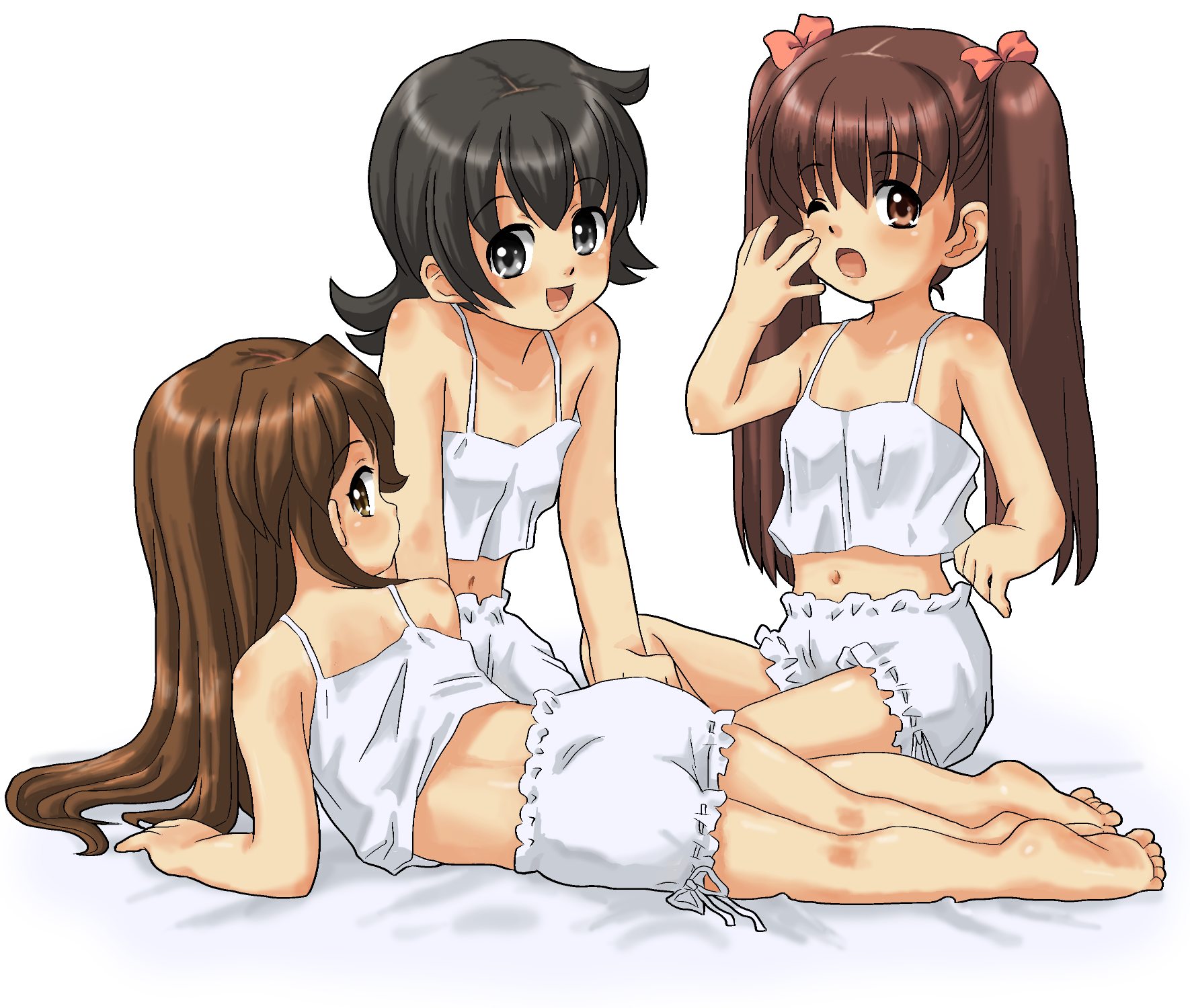
Voorbeeld van lolicon, jonge meisjes met een erotische ondertoon.

Lolicon (ロリコン, rorikon), soms ook geschreven als rorikon of lolicom, is een portmanteau van lolita en complex. Het beschrijft een Japans genre met minderjarige meisjes die in seksuele of suggestieve context worden afgebeeld in manga, anime en computerspellen.

## Beschrijving
De term lolitacomplex verwijst naar een sterk erotisch of seksueel verlangen bij mannen van middelbare leeftijd voor meisjes of jonge vrouwen. De leeftijd van het meisje ligt meestal in de leeftijdscategorie van net voor de puberteit tot de adolescentie.
In Japan heeft de term de betekenis van een lief en schattig adolescent meisje. Dit gebruik komt voort uit de romantisering van de Japanse meisjescultuur (shōjo bunka) en de betreffende modesubcultuur. In de westerse wereld heeft het woord een iets andere betekenis. In dit geval verwijst lolicon naar een genre van hentai, anime en manga met seksuele of erotische afbeeldingen.
Tijdens de lolicon-boom begin jaren 80 van de twintigste eeuw in manga voor volwassenen, kreeg de term een plek binnen de Otaku-cultuur om de aantrekkingskracht aan te duiden op Bishojo-personages (schattige meisjes).